# Aloe spiralis
Aloe spiralis é uma espécie de liliopsida do gênero Aloe, pertencente à família Asphodelaceae.